# Kurixalus
Kurixalus — род бесхвостых земноводных из семейства веслоногих лягушек, обитающих в Азии. Систематика мелких веслоногих лягушек сильно запутана и много раз пересматривалась, но молекулярно-генетические данные поддерживают монофилию Kurixalus. Эти лягушки распространяются от Гималаев на востоке Индии к югу и востоку до Камбоджи, Вьетнама, южного Китая, Тайваня и островов Рюкю.

## Классификация
На октябрь 2018 года в род включают 17 видов:
- Kurixalus appendiculatus (Günther, 1858) — Бахромчатый веслоног
- Kurixalus baliogaster (Inger, Orlov & Darevsky, 1999)
- Kurixalus banaensis (Bourret, 1939) — Вьетнамский веслоног
- Kurixalus berylliniris Wu at al., 2016
- Kurixalus bisacculus (Taylor, 1962) — Сиамский веслоног
- Kurixalus chaseni (Smith, 1924)
- Kurixalus eiffingeri (Boettger, 1895) — Тайваньская бюргерия
- Kurixalus hainanus (Zhao, Wang, and Shi, 2005)
- Kurixalus idiootocus (Kuramoto & Wang, 1987)
- Kurixalus lenquanensis Yu et al., 2017
- Kurixalus motokawai Nguyen, Matsui & Eto, 2014
- Kurixalus naso (Annandale, 1912)
- Kurixalus odontotarsus (Ye & Fei, 1993)
- Kurixalus verrucosus (Boulenger, 1893)
- Kurixalus viridescens Nguyen, Matsui & Duc, 2014
- Kurixalus yangi Yu at al., 2018